# Regina Halmich

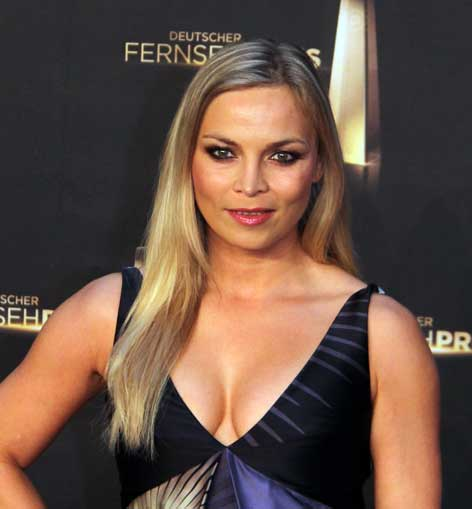
Regina Halmich 2012.

Regina Halmich, född 22 november 1976 i Karlsruhe, är en tysk proffsboxare och TV-programledare. Mellan 1995 och 2007 var hon världsmästare av WIBF.
Innan Regina kom till boxning utövade hon judo, karate och kickboxning. Som amatör vann hon mellan 1992 och 1994 tre gånger den tyska mästaretiteln i boxning och 1994 vann hon även Europamästerskapen för amatörer.
Sina första två kamper som proffs hade hon under 1994 i lätt flugvikt där hon vann den första och förlorade den andra. Matchen mot amerikanen Yvonne Trevino var hennes enda förlust som proffs. 1995 bytte Halmich till flugvikt och blev världsmästare av WIBF. Halmich hade under sin karriär 56 proffsmatcher, däribland 48 om världsmästaretiteln. Bredvid förlusten 1994 hade hon bara en match som slutade oavgjord. 16 matcher vann hon genom knockout.
Redan under sista året som proffsboxare började hon jobba för TV-kanalen ProSieben. Hon hade tidigare blivit känd genom två visningsmatcher mot TV-profilen Stefan Raab som hon vann klart. Numera är hon programledare för den tyska versionen av Biggest Loser.